# Galeandra pilosocolumna
Galeandra pilosocolumna är en orkidéart som först beskrevs av Charles Schweinfurth, och fick sitt nu gällande namn av David Edward Bennett och Eric Alston Christenson. Galeandra pilosocolumna ingår i släktet Galeandra och familjen orkidéer.
Artens utbredningsområde är Peru. Inga underarter finns listade i Catalogue of Life.